# Santuario Meiji
Il santuario Meiji (明治神宮?, Meiji Jingu), situato a Tokyo (Giappone), nei pressi della stazione di Harajuku, è un santuario shintoista (jinja) dedicato alle anime dell'Imperatore Mutsuhito e di sua moglie, l'Imperatrice Shōken. 

## Storia
L'Imperatore Meiji morì nel 1912 e la moglie nel 1914: in loro onore fu costruito il santuario. I lavori cominciarono nel 1915, diretti dall'architetto Itō Chūta, ed il santuario venne inaugurato e consacrato nel 1920. Il completamento dei lavori risale invece all'anno dopo, il 1921. Dopo che l'edificio originale venne distrutto durante la seconda guerra mondiale, il santuario attuale fu completato nell'ottobre 1958.

## Aree del santuario
Il territorio occupato dal santuario è suddiviso in due zone:
- Naien, o giardino principale, è l'area con gli edifici sacri e include anche un museo dove sono conservati oggetti appartenuti all'imperatore Meiji e all'imperatrice Shōken. Il museo è costruito in stile Azekurazukuri.
- Gaien, o giardino esterno, che include la galleria di dipinti dei Meiji, una collezione di ottanta illustrazioni raffiguranti eventi chiave nella vita dell'imperatore e della consorte.

Nel Gaien ci sono anche varie attrazioni sportive come lo stadio nazionale, che lo rendono uno dei più importanti centri sportivi del Giappone. 
Altro luogo importante è la sala memoriale Meiji, originariamente usata come luogo per incontri governativi. Oggi è usata per celebrare matrimoni shintoisti.
Le aree sono coperte da una foresta sempreverde di 120,000 alberi appartenenti a 365 specie differenti, donati dal popolo giapponese quando il santuario fu edificato. Questa foresta di 700,000 metri quadrati (175 acri circa) nel cuore di Tokyo è visitata quotidianamente sia come luogo sacro e meditativo sia come area di ricreazione.
Il santuario è costruito su di un'area dove l'imperatore e l'imperatrice Meiji si recavano abitualmente. Le strutture sono essenzialmente in legno di cipresso giapponese proveniente da Kiso e sono costruite secondo lo stile Nagarezukuri.
Una gran folla si raduna ogni anno al tempio il 3 di novembre, in occasione della Festa della Cultura. Le donne e i bambini vi partecipano indossando i tradizionali kimono. Vi sono mostre di crisantemi, si celebrano matrimoni e nel parco si rinnova l'antico rito dello Yabusame (torneo di arcieri a cavallo).

## Galleria d'immagini

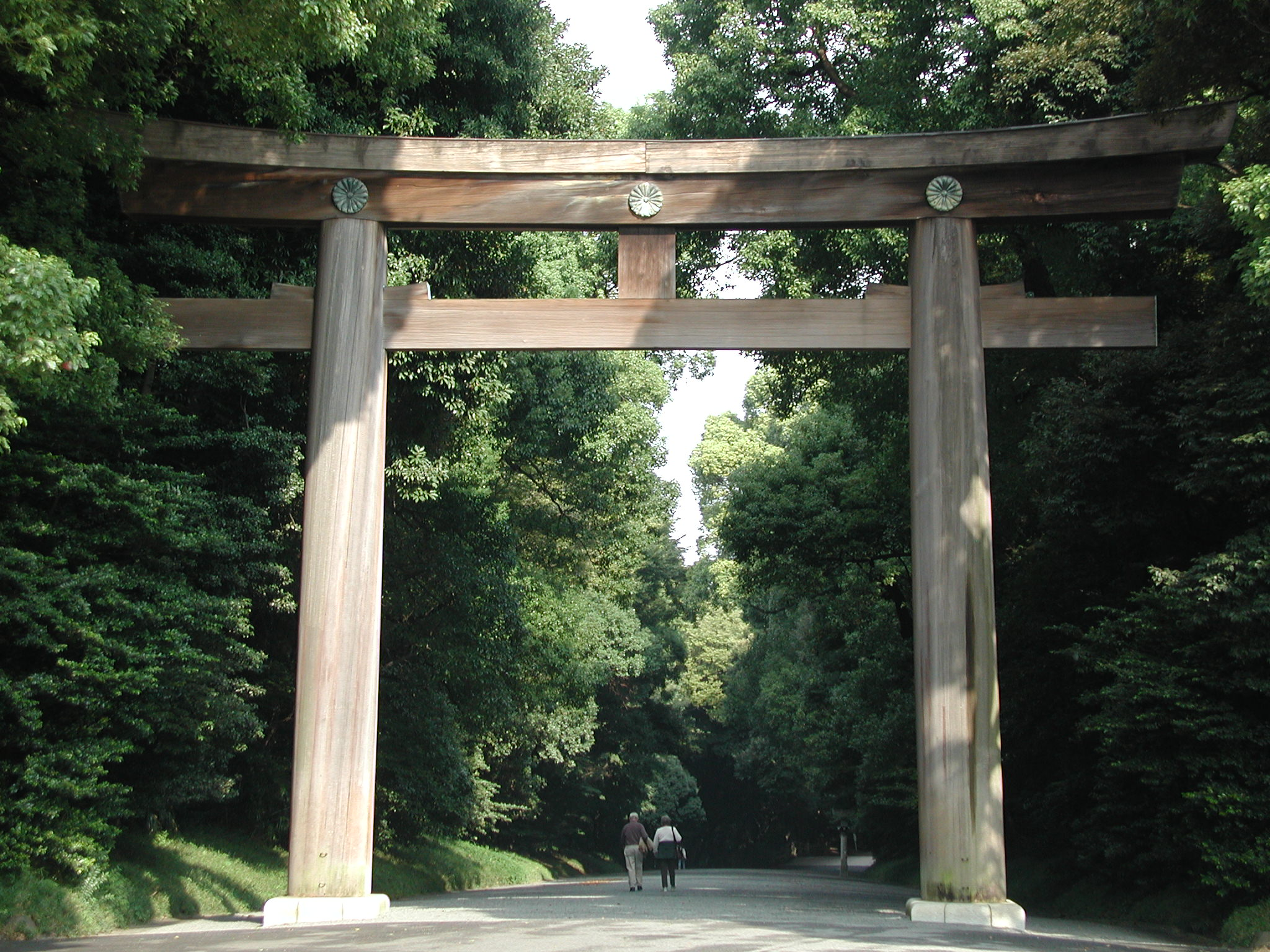
Torii all'entrata del santuario Meiji
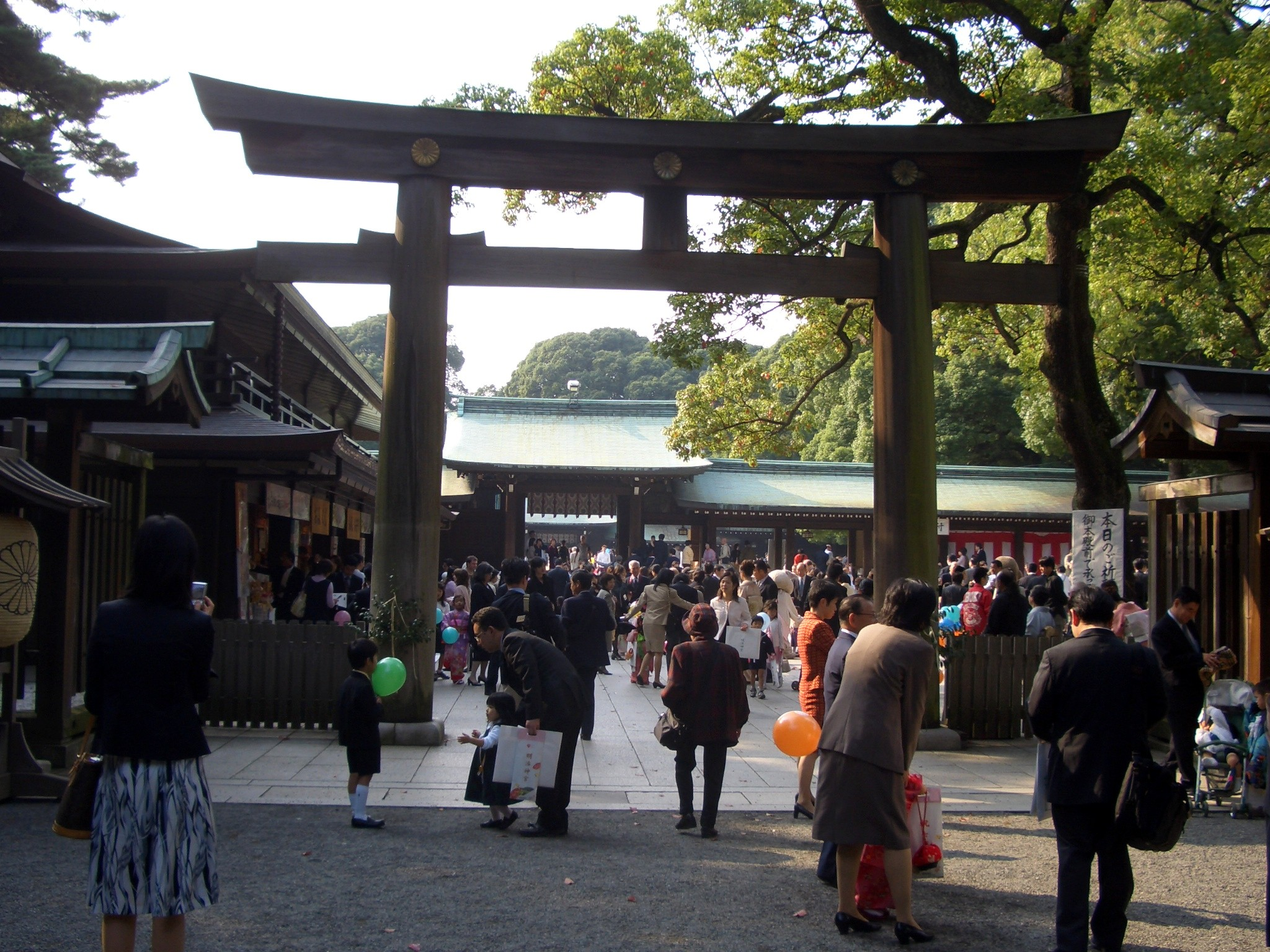
Festa della Cultura
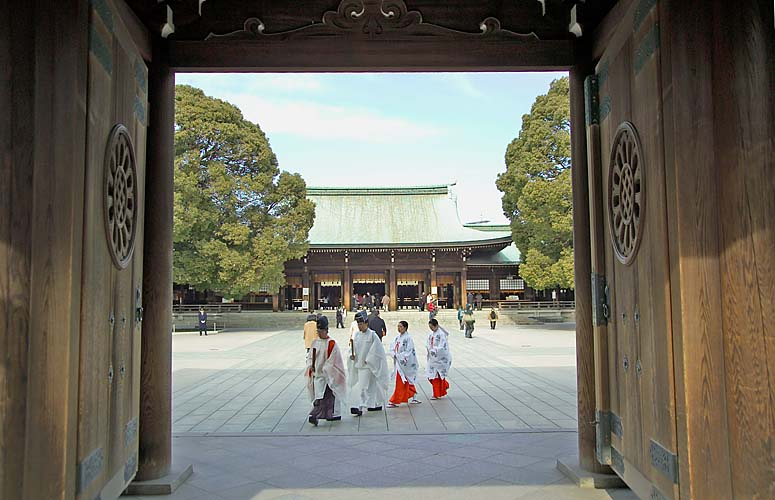
Sacerdoti e sacerdotesse del santuario
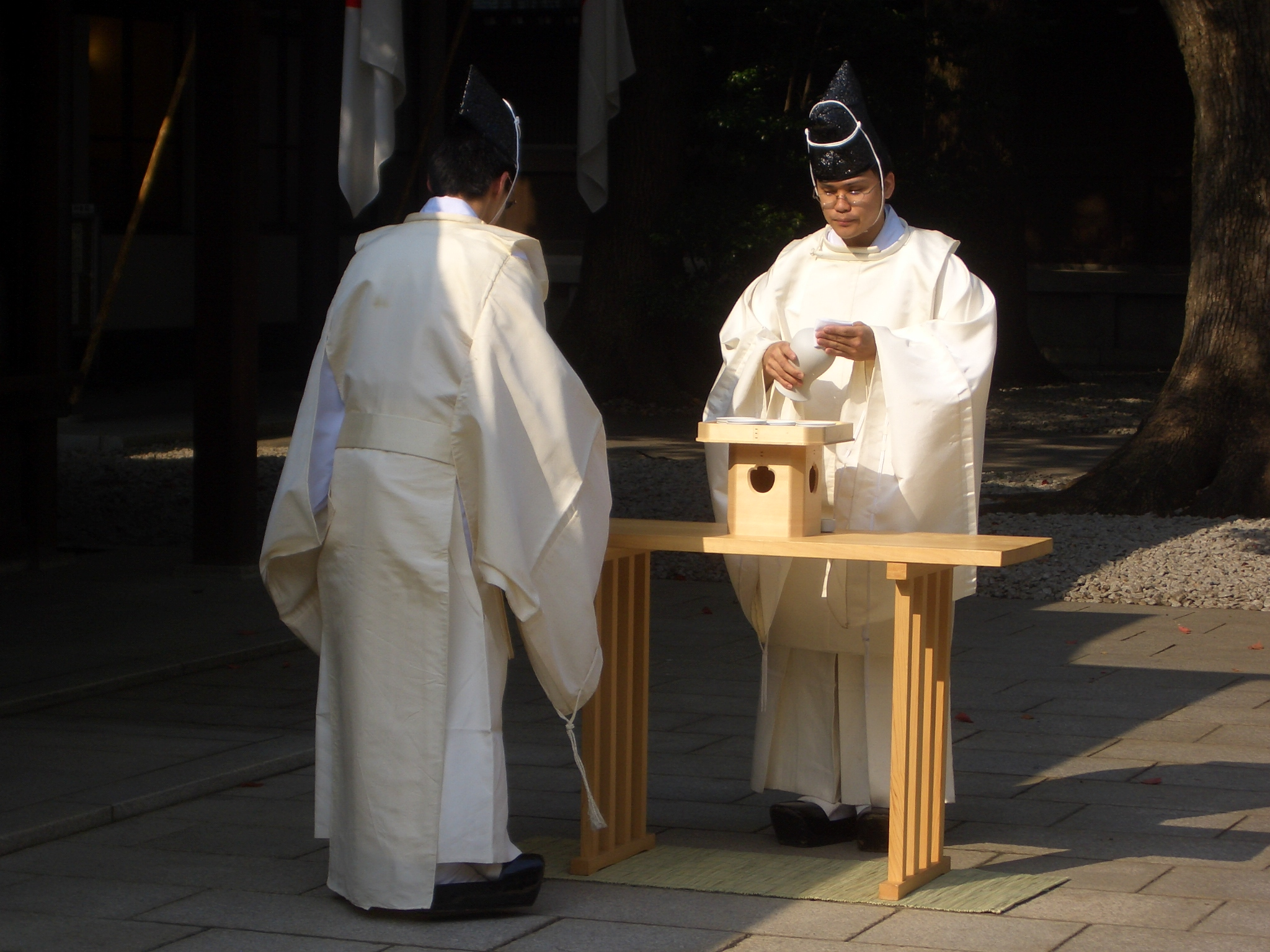
Cerimonia shintoista
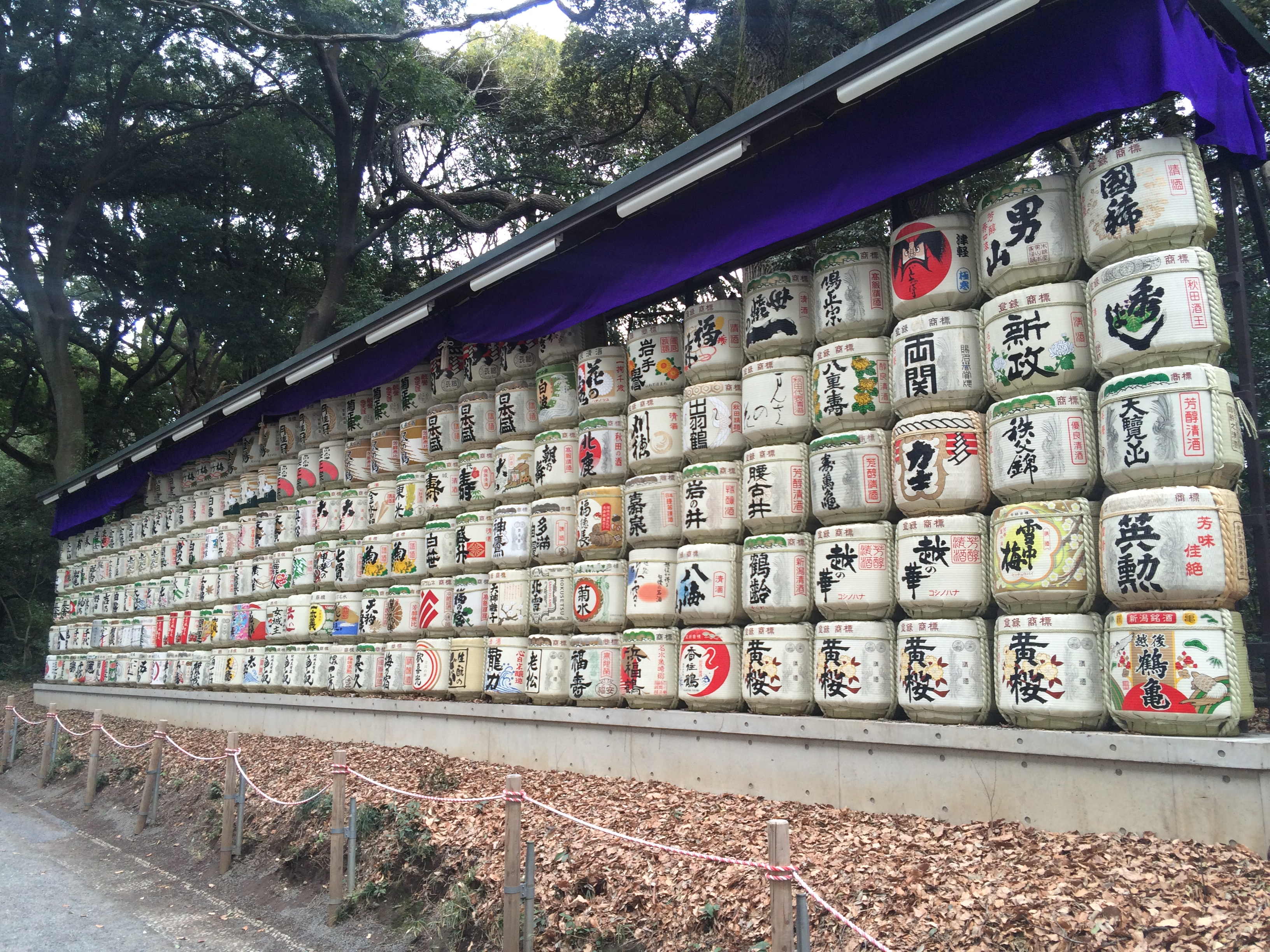
Barili di sakè donati al santuario
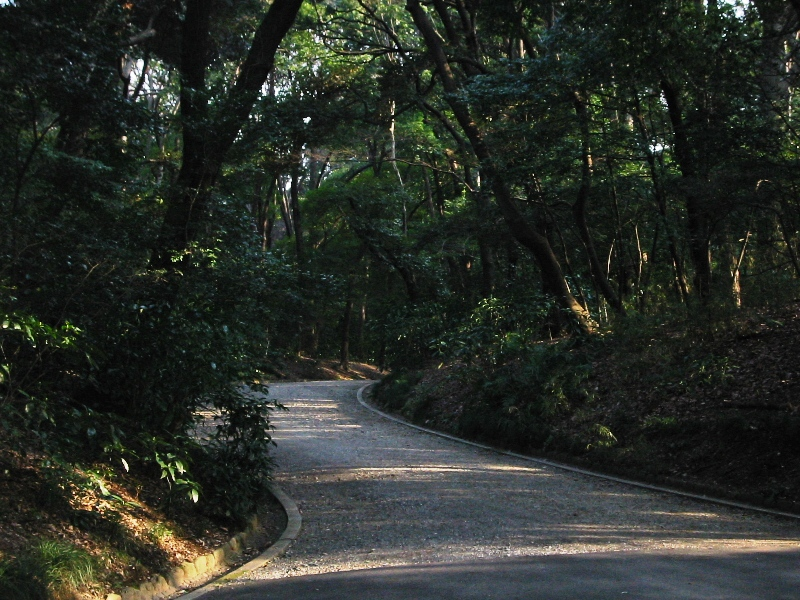
Parco del santuario
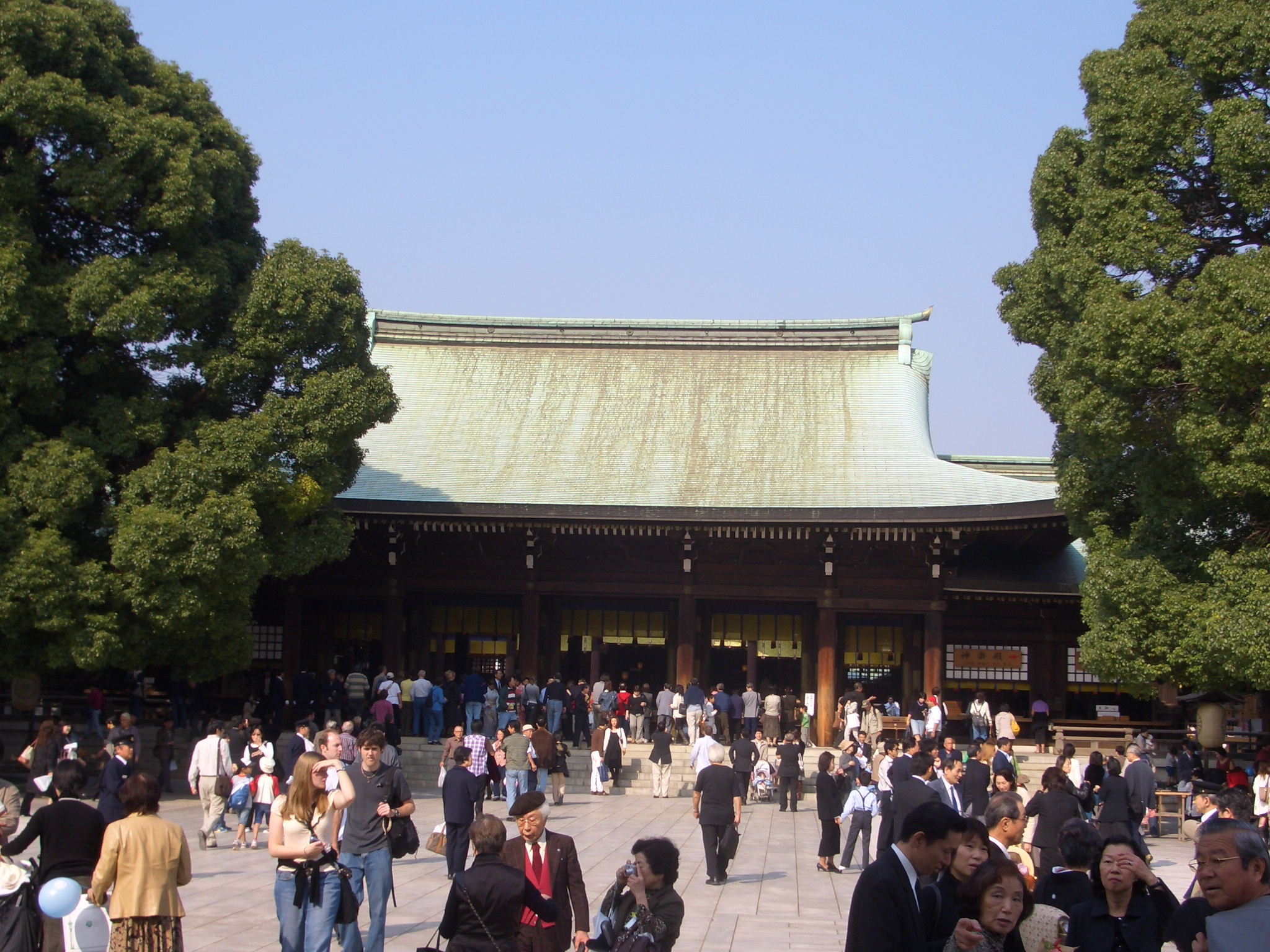
Piazzale